# Kenneth B Kenneth B
Kenneth B Kenneth B var ett svenskproducerat animerat humoristiskt TV-program i 10 avsnitt som sändes på MTV. Programmet producerades av produktionsbolaget Baluba för MTV Sverige och sändes i Sverige, Italien, Portugal, Norge, Danmark, Finland och Estland.
Programmet var en animerad talkshow där en fiktiv Kenneth Branagh var programledare och hade gäster som Hitler, Britney Spears, Jesus, 50 Cent.
Programmet skrevs av David Sundin och Andres Lokko.